# これはただの夏
『これはただの夏』（これはただのなつ）は、燃え殻による日本の小説。

## 概要
とある女性と小学生と「ボク」の、ある夏の数日間が描かれる。本作は燃え殻のデビュー作『ボクたちはみんな大人になれなかった』の「その後の物語」とされている。
『Yom yom』（新潮社）57号（2019年8月号）から66号（2021年2月号）に連載されたのち、2021年7月29日に同社から単行本が刊行された。2024年8月28日に文庫化された。
単行本の発売記念として、『ただの夏』をBGMに俳優・仲野太賀が出演、声優・江口拓也が朗読する映像作家・望月一扶によるPVが公開されている。
漫画家・大橋裕之が描く本作のアナザーストーリー的なマンガが文芸雑誌「波」（新潮社）2021年8月号で特別公開された。

## 制作背景
燃え殻は2019年にバンド・けものの青羊による楽曲『ただの夏』に触発され本作を執筆している。
燃え殻は幼少期から「普通にして」という母親の言葉に縛られ続け、その言葉を「呪い」と感じるほどに深刻な心理的影響を受けてきた。この個人的な違和感が、燃え殻自身の生きづらさを象徴すると同時に、作品を創る強力な原動力となった。
自身の「普通」でいられない現実を受け入れつつ、どのように生きるかを模索してきた燃え殻は、この苦悩と向き合う過程から創作のヒントを得ている。特に、日常の中でふとした瞬間に甦る「痛い言葉」や記憶、そして他者との関わりのなかで感じる疎外感など、実体験に基づいたエピソードが本作の制作背景として色濃く反映されている。
燃え殻は、自身が体現しきれなかった「普通」の姿に対し、敢えてその不完全さや違和感を描くことで、従来の枠に囚われない人間像を作中で追求している。また、作中において小学生の明菜というキャラクターを導入する試みは、子どもとの触れ合いや異なる視点から得られる生の感情を創作に取り入れるための重要なアプローチで、未来に対する漠然とした不安と希望を同時に表現するための実験的な要素でもあった。
こうした制作背景のもと、燃え殻は「普通」という概念そのものに疑問を投げかけると同時に、誰しもが抱える生きづらさや孤独といった普遍的なテーマにアプローチする作品を生み出した。本作は、単なるエンターテインメント作品ではなく、作家自身の内面的苦悩と、その中から得た「生きる意味」への探求が凝縮されている。

## 登場人物

### 主要人物
ボク / 秋吉（あきよし）
テレビ美術制作会社の社員。周囲に合わせるのが苦手でなんとなく独身のまま、仕事に忙殺され生きる。
優香（ゆうか） / ユカ
ボクが出席した披露宴で出会った女性。五反田の風俗店「マーメイド」の売れっ子風俗嬢。
明菜（あきな）
ボクが住む目黒のマンションのエントランスで出会った小学生5年生。10歳。母親とふたり暮らし。
大関（おおぜき）
ボクが唯一、まともにつきあえるテレビ局のディレクター。体重百キロを超える巨漢。 ステージ4の末期癌が見つかる。

### 周辺人物
母
ボクの母親。「普通がいちばん」「普通の大人になりなさい」という口癖を言い聞かせ、ボクを育ててきた。
大森（おおもり）
明菜の母。香水とアルコールの臭いのする女性。「別冊マーガレット」の愛読者。
3日間家を空けるから何かあったらボクを頼るようにと明菜に言い残し、客の待つ長野へゴルフに向かう。

### その他
洋平（ようへい）
ボクと大関が出席した披露宴の新郎。ボクの取引先である大手広告代理店の社員。大月家具の御曹司。
圭子（けいこ）
結披露宴の新婦。赤坂の老舗料亭のひとり娘。優香の友人。
マネタイズ
お笑い界で一番人気の若手漫才師。大島、斉藤の2人組。大関が新郎への営業目的で制作したお祝い動画が披露宴で流される。
宮下 ホクト（みやした ホクト）
ボクが中学生の時の友人。母子家庭の子供。
宮下 恵子（みやした けいこ）
ホクトの母。スナック「グランシャリオ」のママ。
ボーイ
「五反田マーメイド」のボーイ。白竜似。
林（はやし）
大関の入院する病院のふくよかな看護師。
ママ
大関が「日陰島」と呼ぶ鹿児島の離島にあるスナック「ときわ」のママ。金髪ショートの着物姿。
ケイ
「ときわ」の店員。黄色いボディコン女。大関を接客する。
ミキ
「ときわ」の店員。「埼玉県産」。少々太め。ボクを接客する。

## 評価
単行本の刊行を前に、文芸雑誌「波」（新潮社）2021年8月号にバンド・マカロニえんぴつのはっとりによる書評が掲載されている。
また、はっとりと映画監督の岨手由貴子が単行本に推薦コメントを寄せている。

## 書誌情報
- 燃え殻『これはただの夏』
  - 単行本：2021年7月29日発売[1]、新潮社、ISBN 978-4-10-351012-3
  - 文庫本：2024年8月28日発売[3]、新潮文庫、ISBN 978-4-10-100354-2

オーディオブック化されていて、橋本淳、 齋藤里菜の朗読により、2022年にAudibleからデータ配信されている。